# Cầu vượt Norfolk Southern–Phố Gregson
Cầu vượt Norfolk Southern–Phố Gregson (thường được gọi là Cầu 11-foot-8, còn có biệt danh The Can Opener (Cầu mở chai) hay The Gregson Street Guillotine (Máy chém Phố Gregson)) là một cây cầu đường sắt tại Durham, North Carolina, Hoa Kỳ, được thiết kế từ thập niên 1920 và xây dựng năm 1940. Cây cầu 85 năm tuổi giúp cho các chuyến tàu chở khách và hàng hóa đi qua con phố Gregson ở trung tâm Durham. Cây cầu được xây dựng với độ cao giới hạn 11 foot 8 inch (3,56 m) dành cho các phương tiện. Vào thời điểm xây cầu thì đây là chiều cao chuẩn. Kể từ năm 1973, chiều cao tiêu chuẩn được nâng lên 14 foot (4,27 m), cao hơn 2 foot 4 inch (0,71 m) so với chiều cao thực tế của cầu.
Mặc dù đã lắp đặt nhiều biển cảnh báo chiều cao thấp nhưng vẫn có rất nhiều xe tải, xe buýt và xe RV đâm vào thành cầu ở tốc độ cao, gây hư hại nóc xe; từ đó cây cầu mang biệt danh "Can Opener" (Cầu khui chai) và "Gregson Street Guillotine" (Máy chém Phố Gregson). Vào tháng 10 năm 2019, Công ty Đường sắt North Caronlina, chủ sở hữu cây cầu và tuyến đường sắt đi qua, đã tiến hành nâng cầu thêm 8 inch (0,2 m) lên 12 foot 4 inch (3,76 m) để giảm các vụ va chạm (mặc dù vẫn ở dưới mức tiêu chuẩn).
Cây cầu nhận được sự chú ý nhờ Jürgen Henn, một nhân vân văn phòng gần đó; vào năm 2008 anh đã cho lắp một số camera để ghi lại những vụ va chạm với cây cầu. Tính đến tháng 10 năm 2020, Henn đã ghi lại được hơn 150 vụ va chạm, kênh YouTube được anh lập để chia sẻ những thước phim này đã có 150.000 lượt đăng ký và hơn 50 triệu lượt xem. Mặc dù hay xảy ra va chạm nhưng mới chỉ có ba người bị thương, do đó việc xây lại cây cầu không được ưu tiên nhiều. Các vụ va chạm vẫn tiếp diễn và Henn vẫn tiếp tục ghi lại chúng.

## Biện pháp

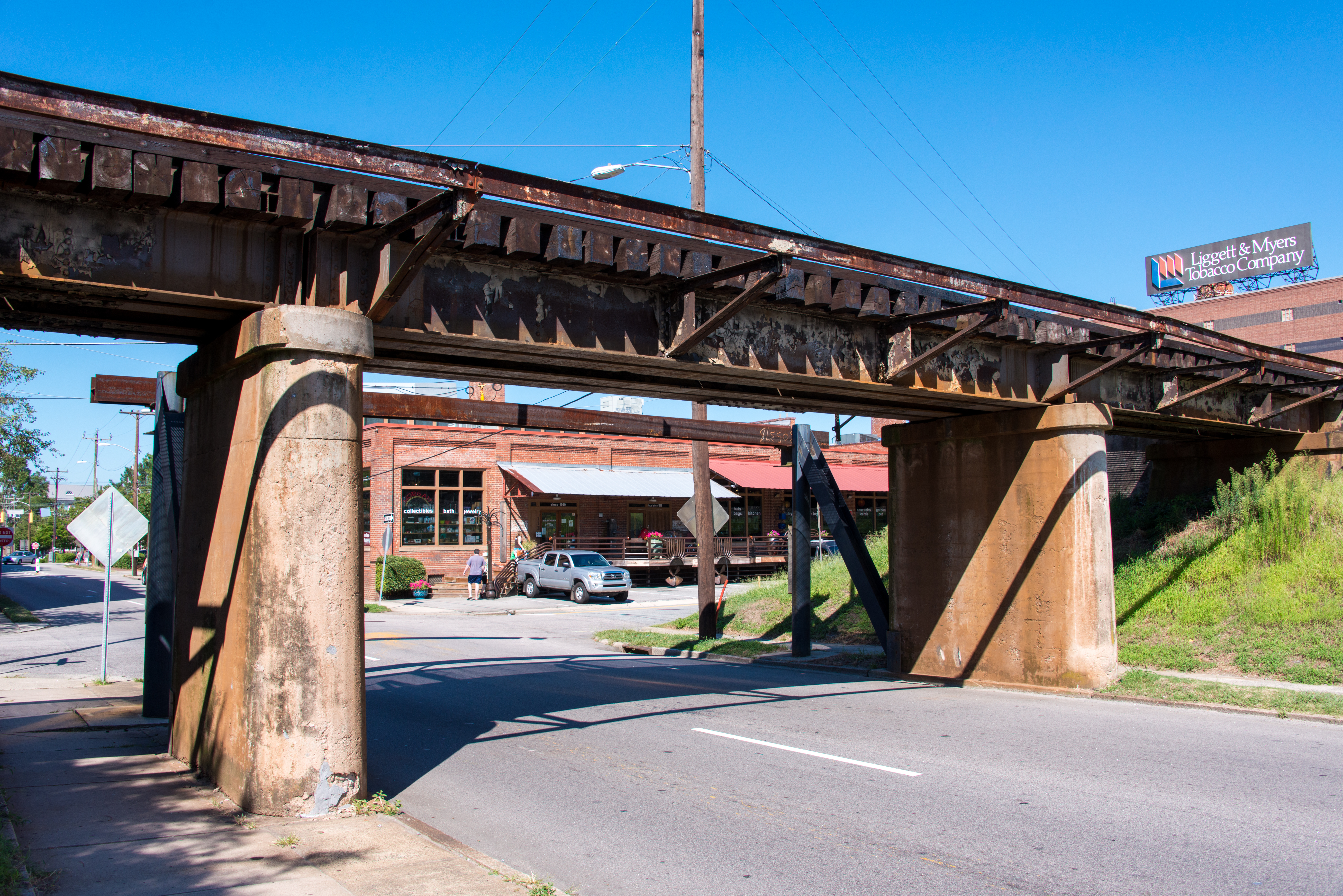
Ảnh chụp bên dưới cầu. Ngay bên dưới cây cầu là một thanh thép chữ H để bảo vệ thành cầu.

Công ty Đường sắt North Carolina thuộc bang North Carolina là chủ sở hữu của phần đất đường sắt và cây cầu vượt. Công ty này không sở hữu đầu máy toa xe nào mà nhượng quyền sử dụng tuyến đường sắt cho Amtrak và Norfolk Southern Railway. Bên dưới cầu có một thanh dầm thép nặng nhằm bảo vệ thành cầu khỏi bị xe quá khổ đâm vào, nhưng lại không có tác dụng ngăn ngừa va chạm hay bảo vệ xe, do đó tạo ra "hiệu ứng khui nắp chai": nóc xe va chạm vào sẽ bị lột ra như khi mở hộp cá. Thanh thép đã bị đâm vào nhiều lần tới mức đã phải thay ít nhất một lần.
Sở Giao thông Thành phố Durham là đơn vị chịu trách nhiệm bảo dưỡng con phố Gregson chạy bên dưới cầu. Thành phố đã lắp cảm biến nhận diện chiều cao xe cách cây cầu một ô phố. Khi xe quá khổ đi qua cảm biến sẽ có đèn cảnh báo xe không được đi qua cầu. Tuy vậy nhiều tài xế vẫn không để ý và đâm vào cầu.
Vấn đề trở nên phức tạp do con phố Peabody, chạy song song với đường ray và cắt phố Gregson ngay trước cây cầu. Không phải mọi xe tải chạy trên phố Gregson đều chui qua cầu. Một số xe phải rẽ phải vào phố Peabody để giao hàng. Các xe quá khổ được phép lưu thông trên phố Gregson nhưng phải rẽ ngay trước cầu.

### Đèn tín hiệu mới
Vào tháng 5 năm 2016, thành phố đã thử giải quyết vấn đề bằng cách lắp đèn tín hiệu mới tại giao lộ, đồng thời bỏ đèn cảnh báo vàng cũ. Khi có xe quá khổ tới, đèn sẽ chuyển vàng rồi đỏ, và sẽ có màn hình hiện thông báo "OVERHEIGHT MUST TURN" (Xe quá khổ phải rẽ). Sau đó đèn sẽ chuyển xanh trở lại, kể cả khi tài xế không rẽ. Thành phố hy vọng quãng thời gian trì hoãn sẽ giúp tài xế để ý. Tuy nhiên, nhiều xe tải vẫn tiếp tục đâm vào cầu bất chấp có đèn tín hiệu mới; nguyên nhân có thể là do các xe buýt trong thành phố thường chui lọt qua cầu nhưng cảm biến vẫn báo quá khổ, nên một số tài xế nhầm lẫn rằng cảnh báo xe quá khổ đang hiện là của xe khác gần đó chứ không phải xe của mình.

### Nghiên cứu phân tách giao thông
Năm 2014, Sở Giao thông North Carolina (NCDOT) và Thành phố Durham tiến hành "Nghiên cứu phân tách giao thông" tại 18 điểm giao cắt đường sắt trên đoạn đường ray dài 12 dặm (19 km). Phố Gregson nằm giữa đoạn đường sắt này nhưng lại không được nhắc tới. Nghiên cứu tập trung vào việc loại bỏ các điểm giao cắt cùng mức chứ không liên quan tới các điểm giao khác mức như tại Gregson. Khu vực được nghiên cứu đã có bốn người chết và 2 người khác bị thương kể từ năm 1991, so với chỉ 3 người bị thương nhẹ ở Gregson.
Nghiên cứu có đề xuất thay thế cây cầu tại phố Roxboro Street do chỉ có chiều cao tĩnh không 11 foot 4 inch (3,45 m), khiến cho "nhiều xe tải bị kẹt dưới cầu." Local news have also reported crashes at this site.
Tính đến  tháng 1 năm 2016, các đề xuất trong nghiên cứu vẫn chưa được triển khai.

### Nâng cầu
Vào tháng 10 năm 2019, Công ty Đường sắt North Carolina bắt đầu tiến hành nâng chiều cao cầu lên thêm 8 inch (0,20 m), một phần của dự án trị giá 500.000 USD nhằm cải thiện độ an toàn và giảm thiệt hại cho cầu. Cây cầu được nâng lên độ cao 12 foot 4 inch (3,76 m), độ cao tối đa không làm ảnh hưởng tới các điểm giao cắt gần đó. Toàn bộ dự án được dự kiến hoàn thành trong 2 tuần, mặc dù toàn bộ quá trình nâng cầu thực tế vào ngày 30 tháng 10 năm 2019 chỉ mất 8 giờ.
Chiều cao mới vẫn ở dưới chiều cao tiêu chuẩn, nên hệ thống đèn cảnh báo và thanh bảo vệ vẫn được giữ nguyên. Chỉ 20 ngày sau, một vụ va chạm nữa lại xảy ra vào ngày 26 tháng 11 năm 2019. Cây cầu tiếp tục bị nhiều xe đâm vào theo như những thước phim trên trang web 11'8".

## Sự chú ý của truyền thông và Internet
Jürgen Henn, một nhân viên làm việc gần đó, đã gắn một chiếc camera để quay lại những vụ va chạm. Kể từ tháng 4 năm 2008, anh đã quay được hơn 150 vụ và chia sẻ chúng trên YouTube. Các video của anh dần thu hút sự chú ý của một đài truyền hình địa phương, và sau đó nhận được sự chú ý của cả truyền thông quốc tế. Đây chỉ là một trong số nhiều cây cầu gầm thấp trong vùng hay bị xe tải đâm phải; tuy nhiên nhờ sự nổi tiếng của các video này mà cây cầu này nhận được sự chú ý rộng lớn, trong đó cây cầu còn xuất hiện trên trang nhất báo The Wall Street Journal, và trong một số phát sóng của chương trình Tosh.0 trên Comedy Central.